# Represent (álbum de Compton's Most Wanted)
Represent é o quarto álbum de estúdio do grupo de gangsta rap dos EUA, Compton's Most Wanted. Contém 16 músicas descritas na lista a seguir.

## Lista de faixas
1. "Intro" - 1:02
2. "This Is Compton 2000" - 4:14
3. "Some May Know" - 4:36
4. "Get Money" - 4:27
5. "What U Like It Like" - 4:32
6. "100%" - 2:43
7. "Then U Gone" - 3:54
8. "All Around The Hood" - 3:55
9. "Endolude - Welcome To Los Angeles" - 0:44
10. "Them Niggaz" - 3:50
11. "So Don't Go There" - 4:13
12. "Represent" - 2:30
13. "Like Me" - 4:08
14. "Pull The Trigger" - 4:32
15. "Slang My Keys" - 4:22
16. "Front Page" - 10:01